# مسجد پاریس

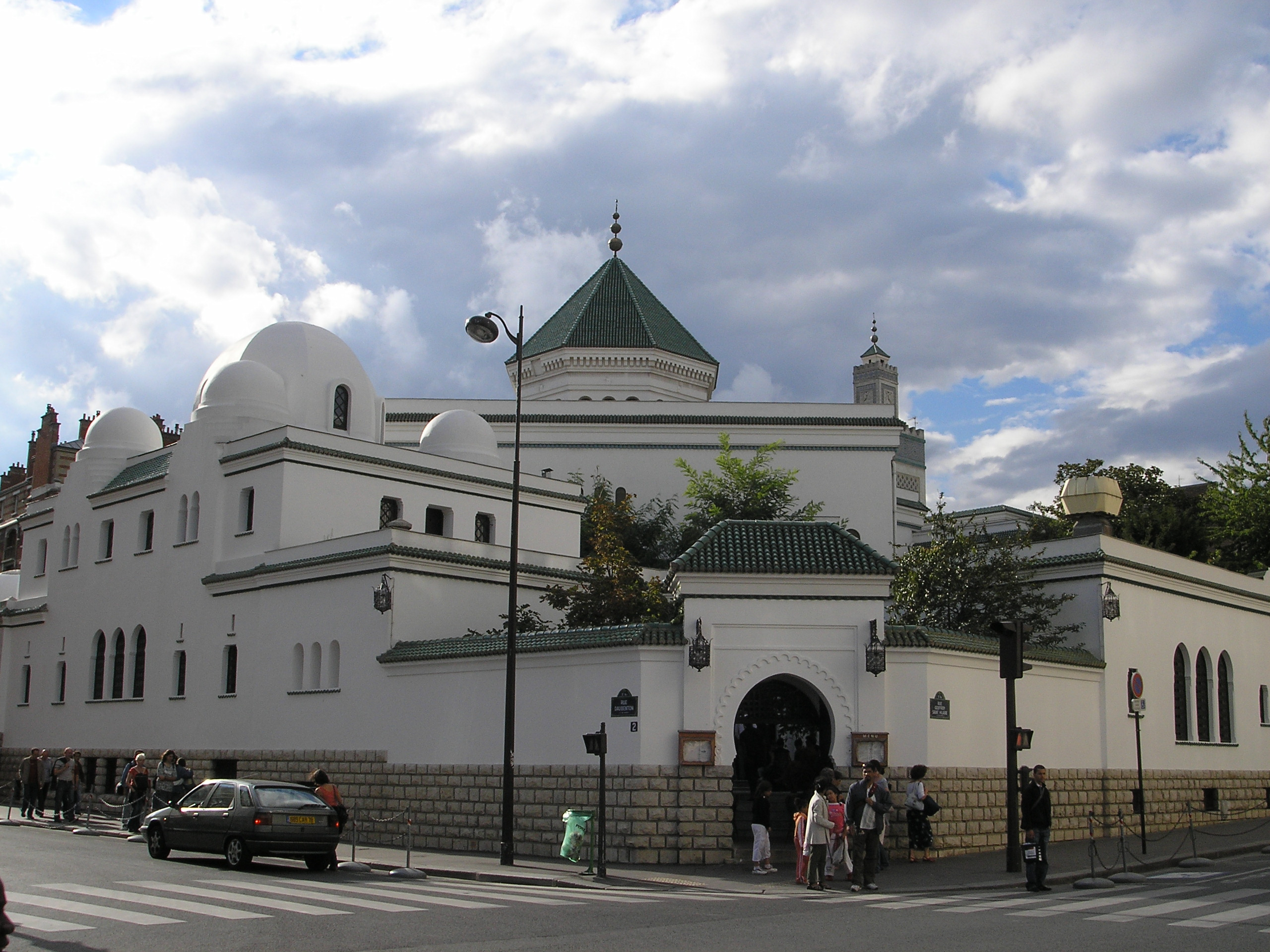
مسجد بزرگ پاریس

مسجد بزرگ پاریس (به فرانسوی: Grande Mosquée de Paris) مسجدی در شهر پاریس است که بعد از جنگ جهانی اول جهت قدردانی از مسلمانان که علیه آلمان‌ها جنگیده بودند بنا نهاده شد.
مسجد همه روزه از ساعت 9 صبح تا 6 بعد از ظهر و تا نماز عشا باز است.

## نگارخانه

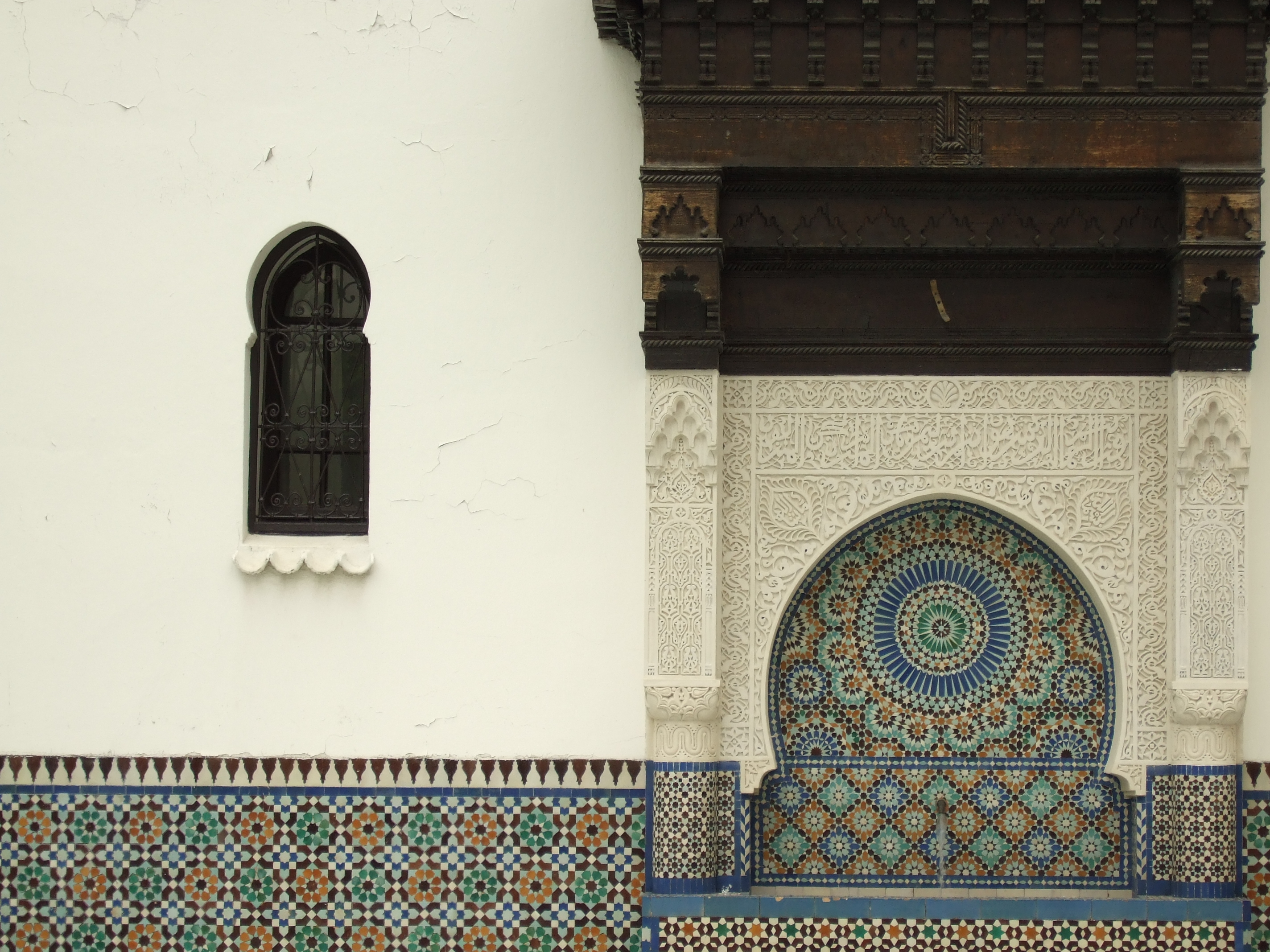
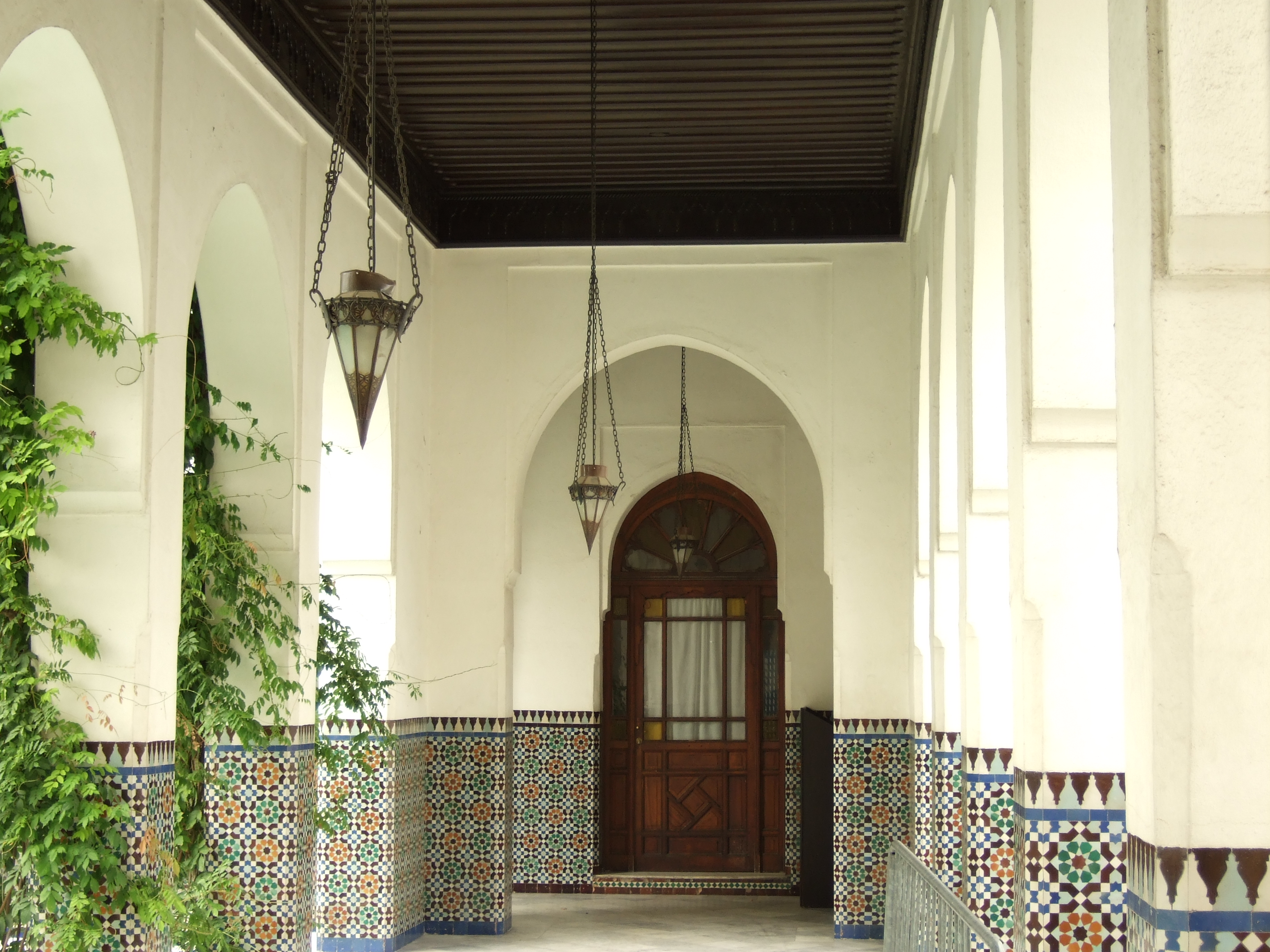
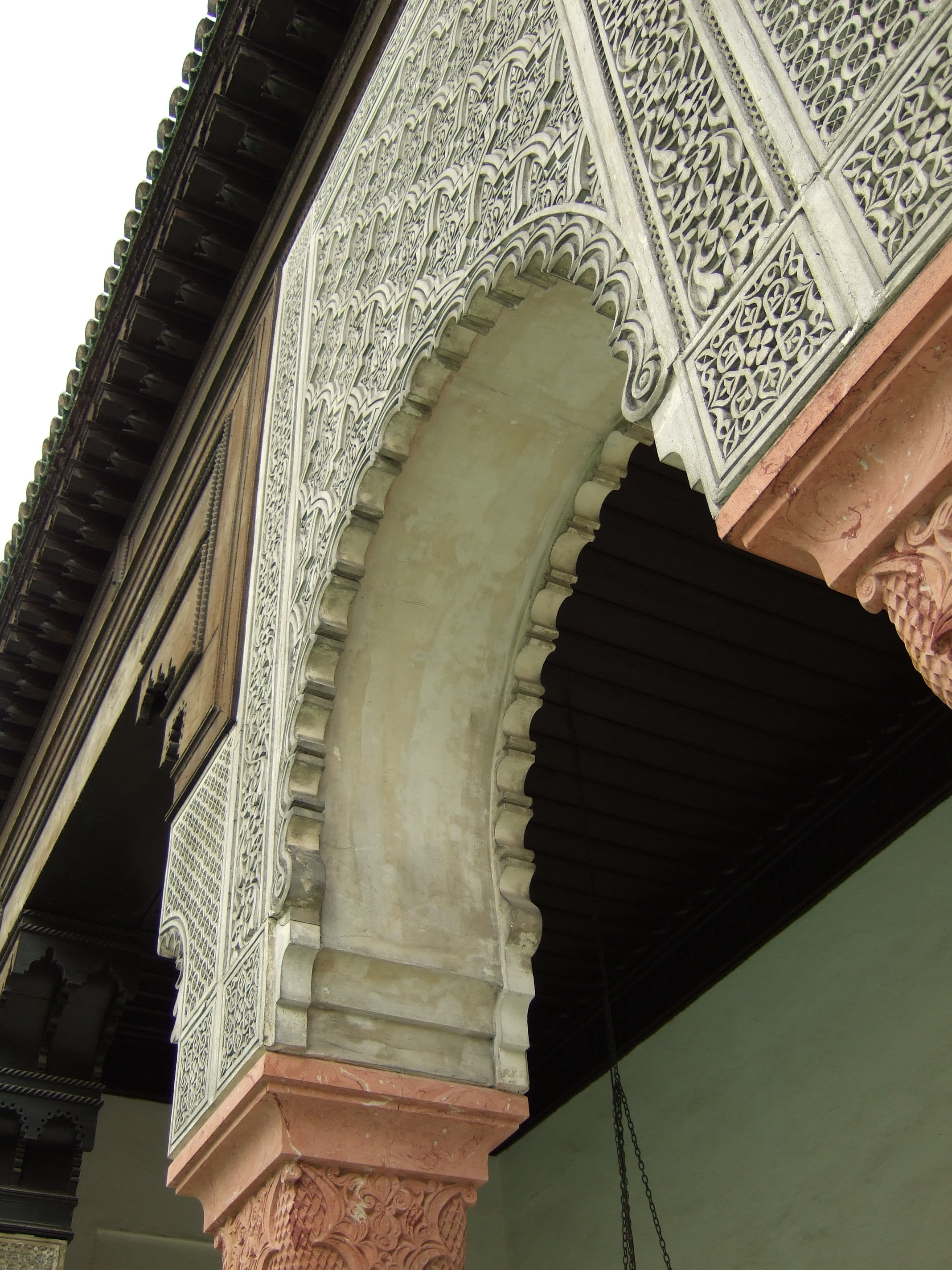
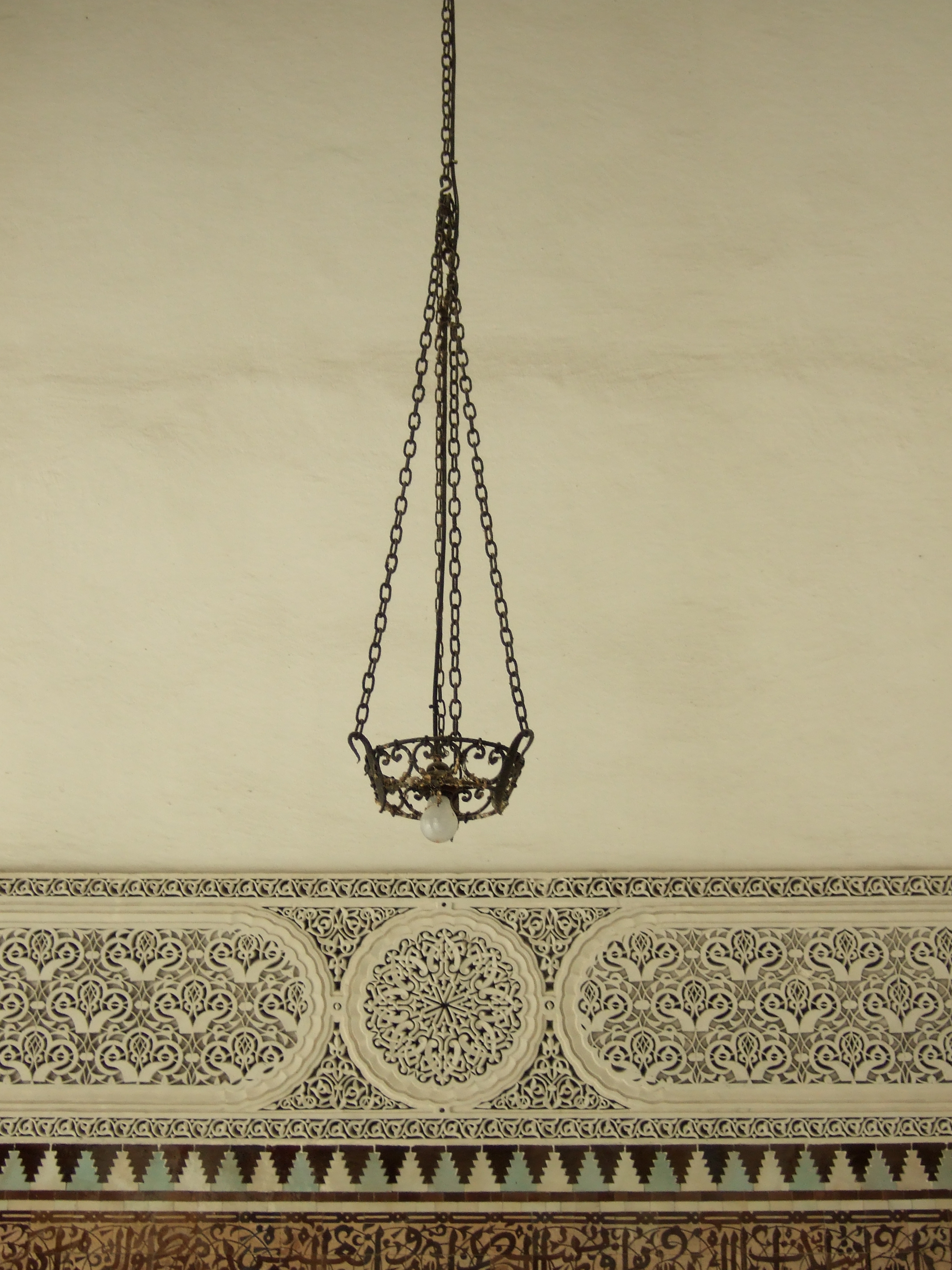
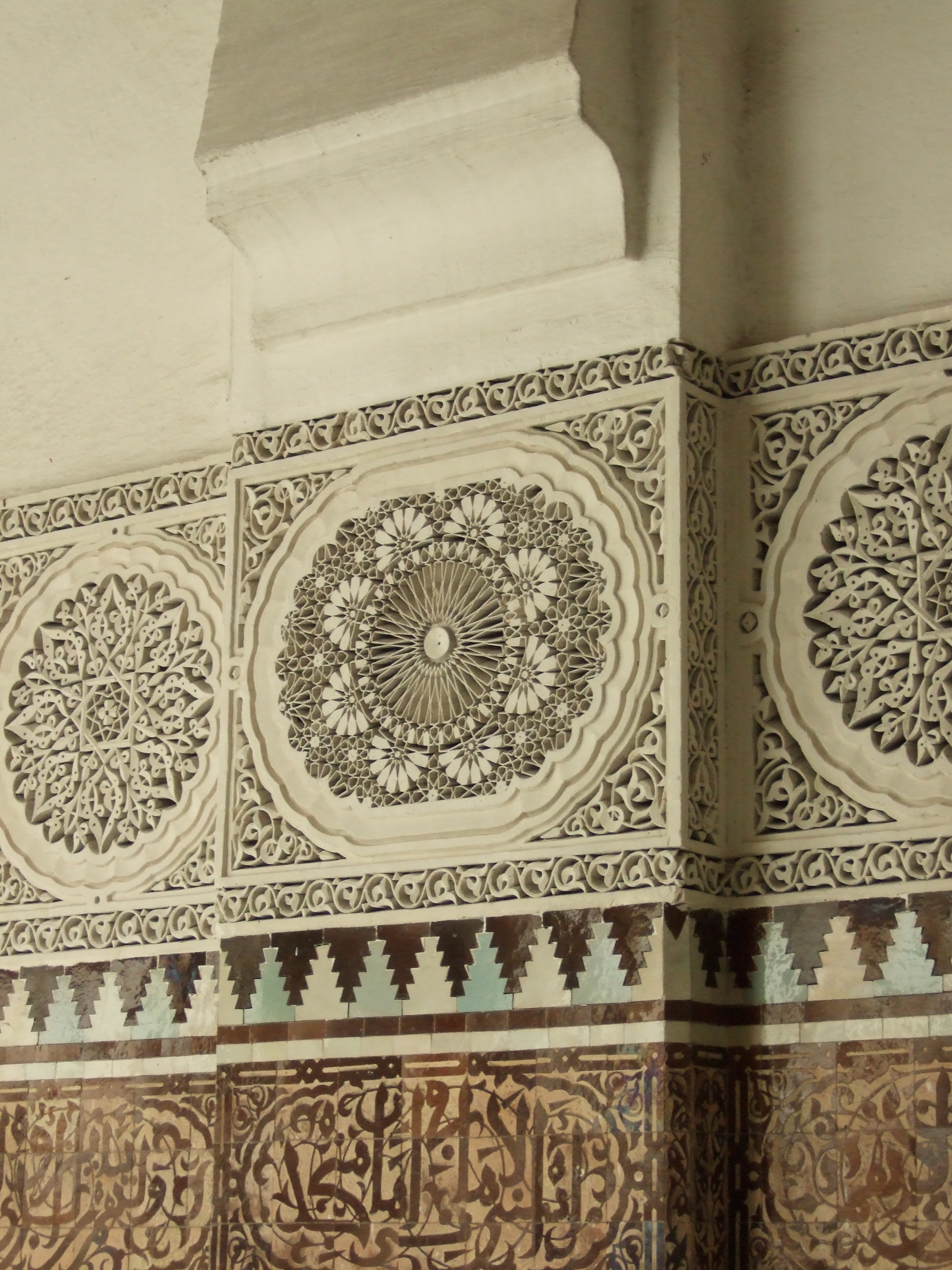
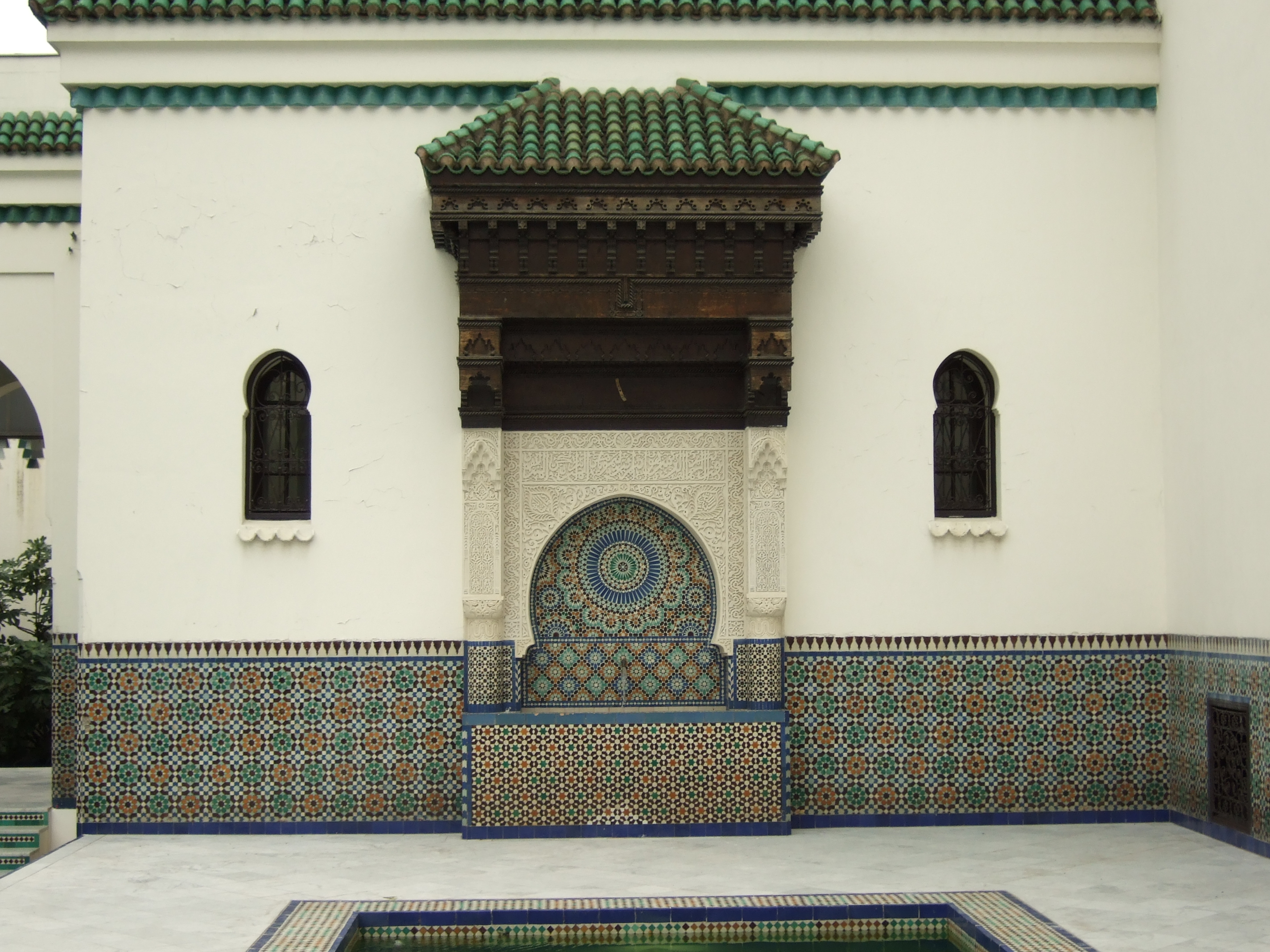
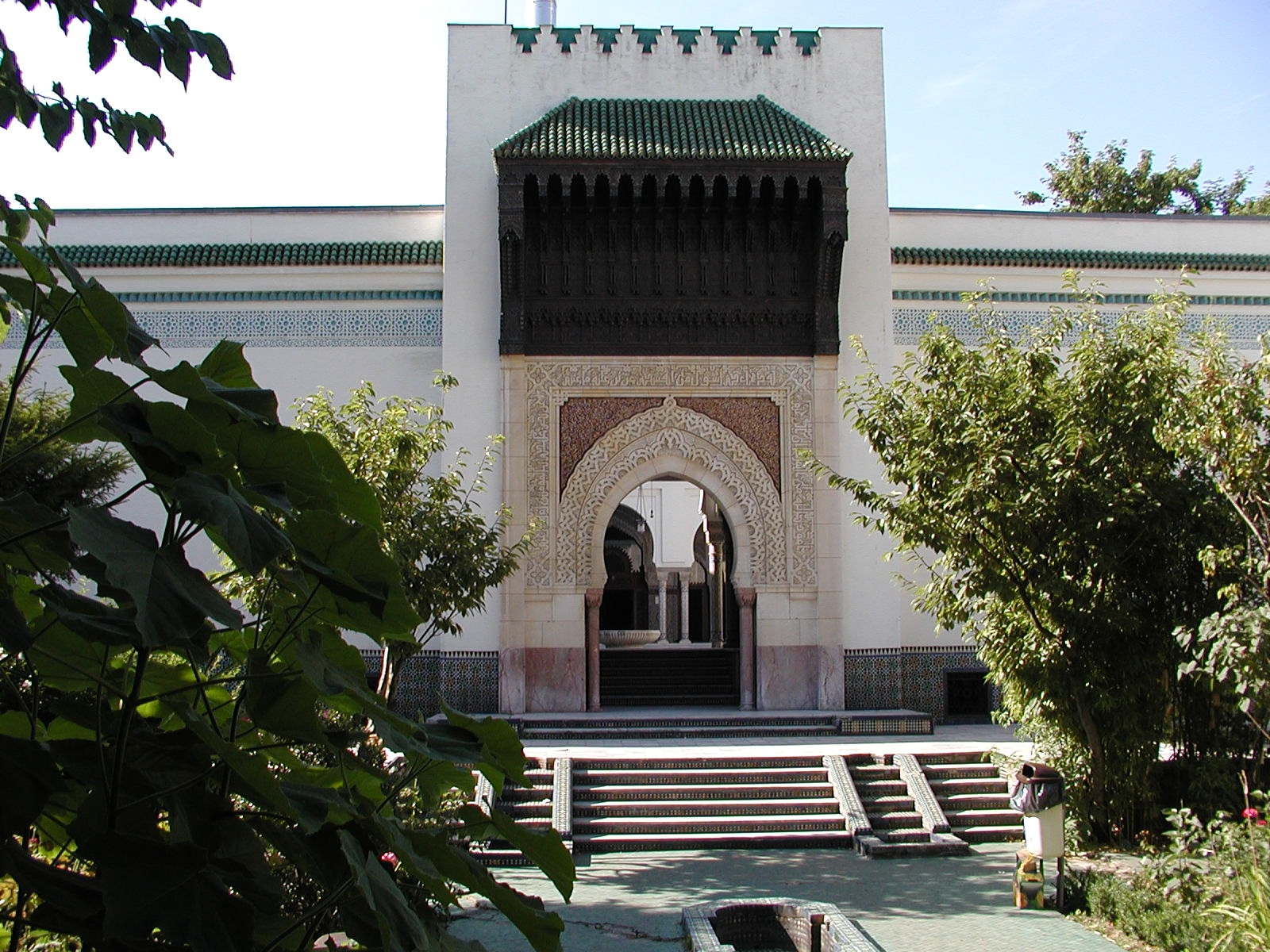
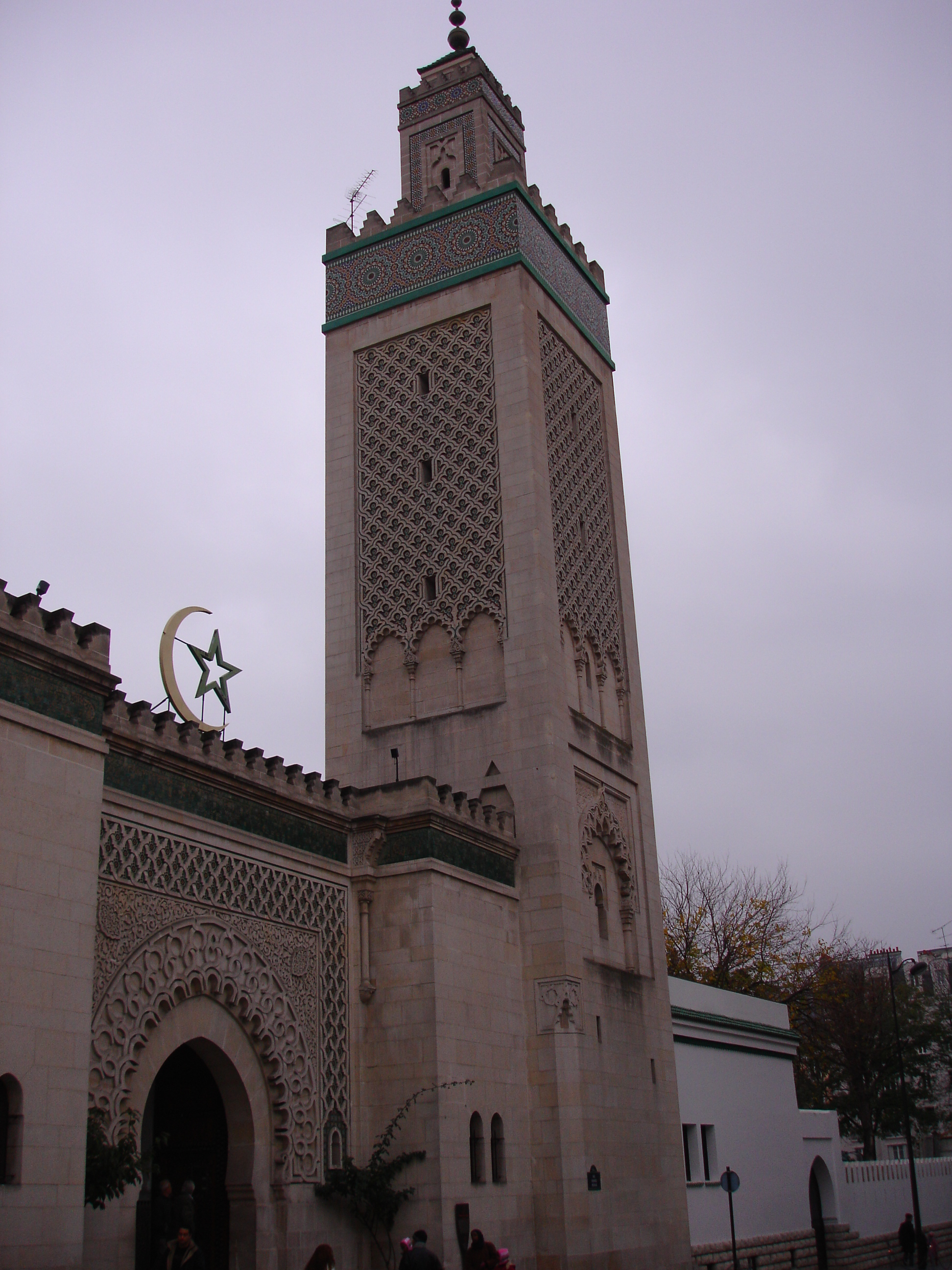
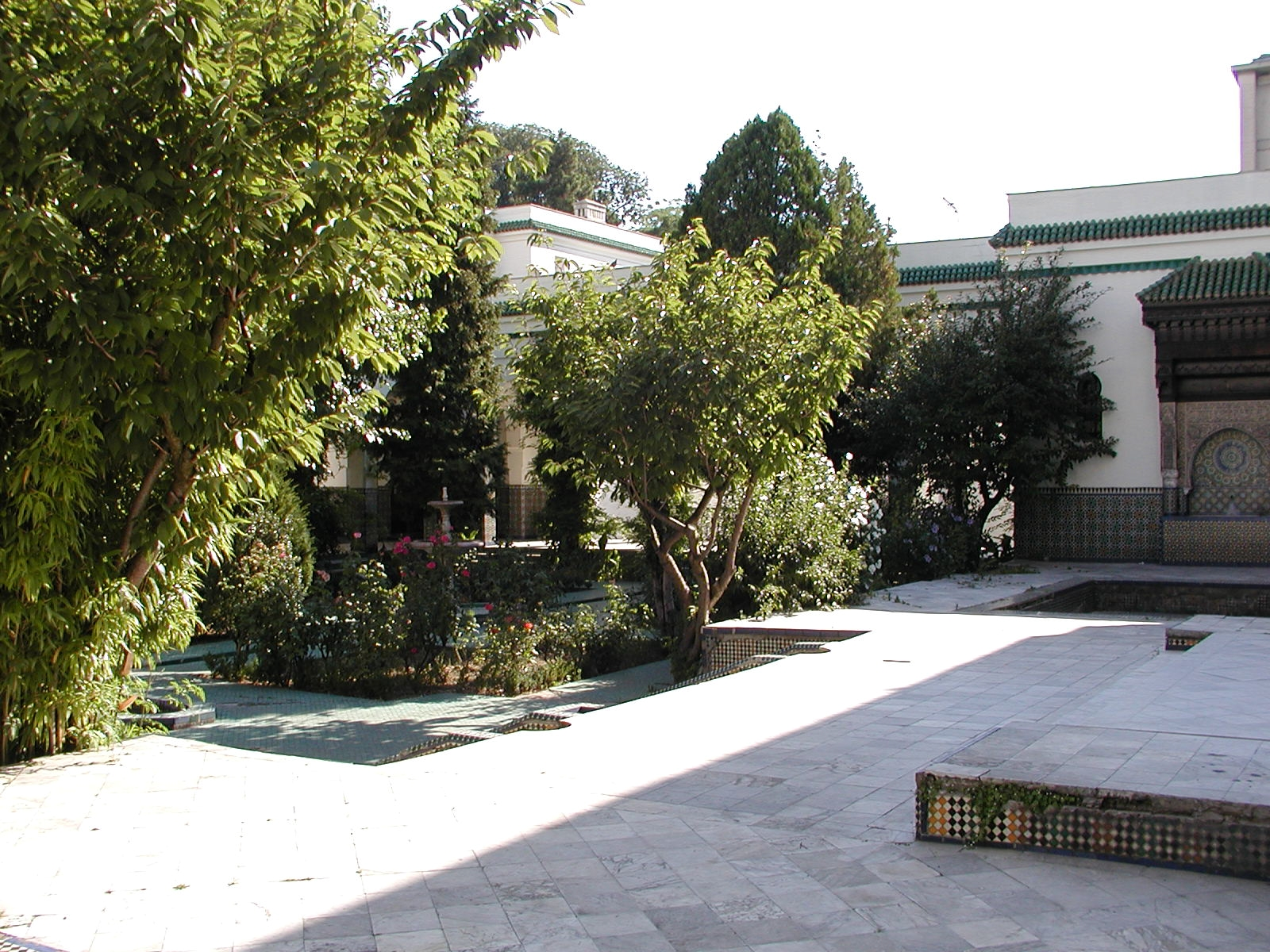
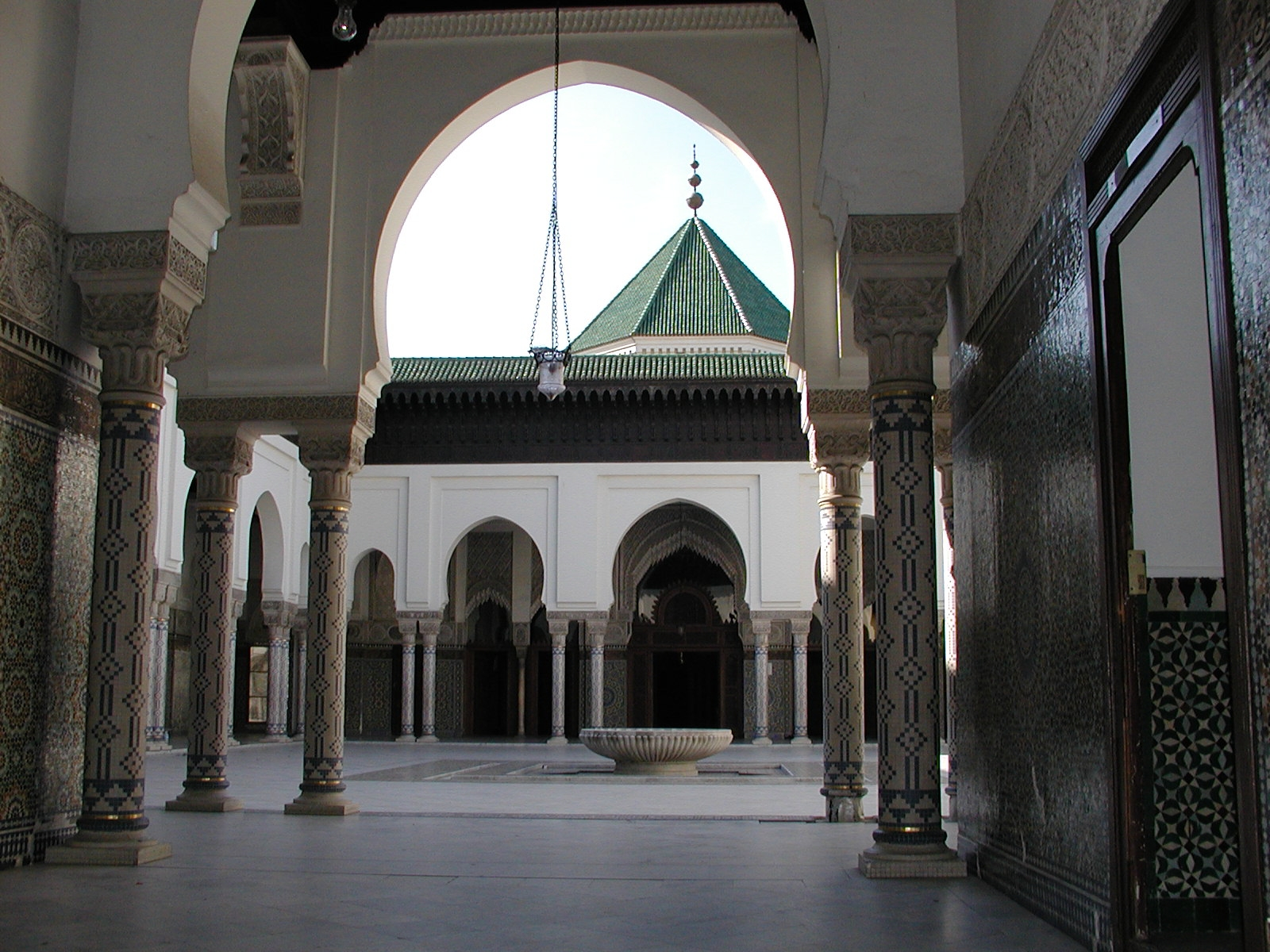
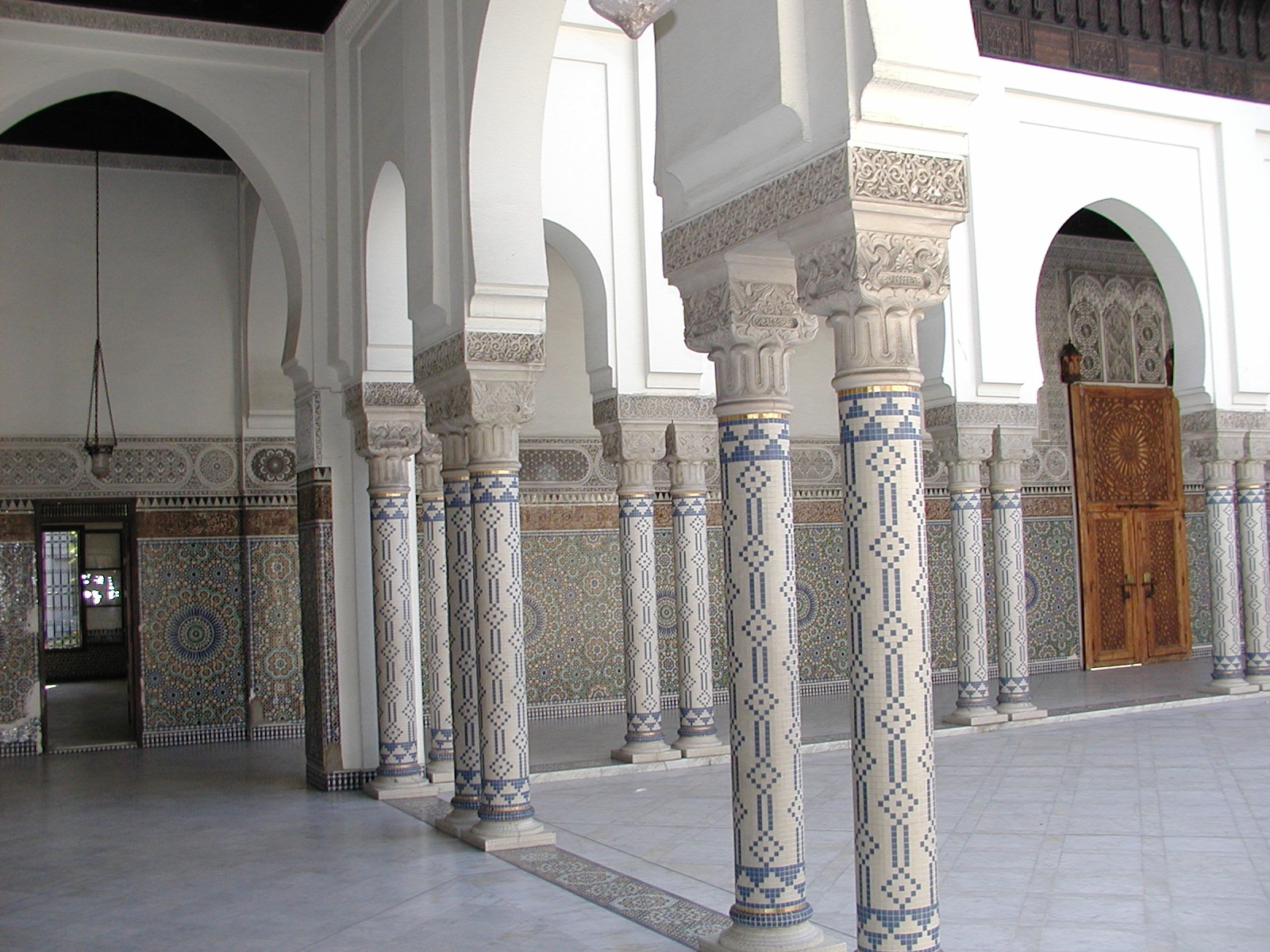
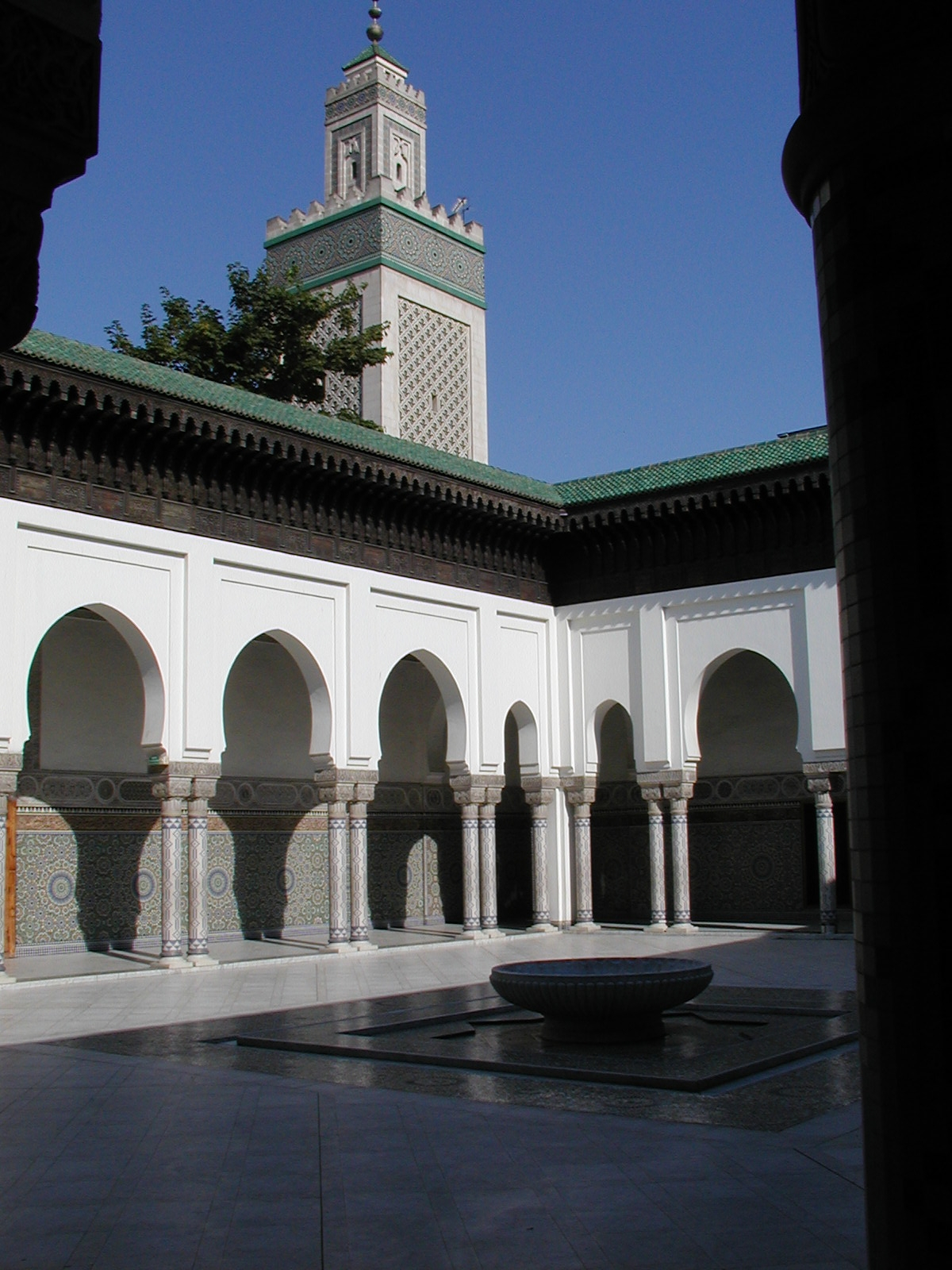
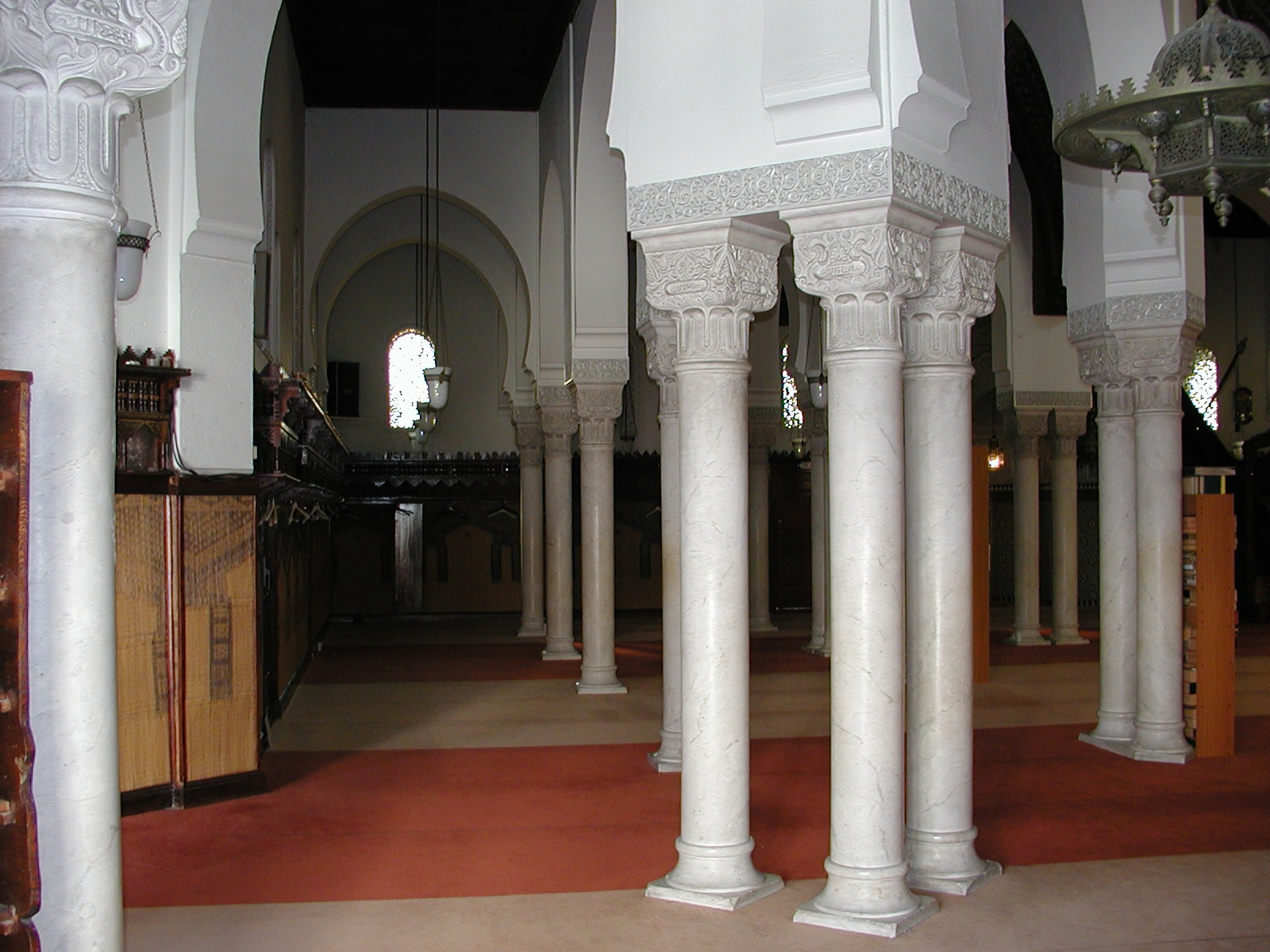
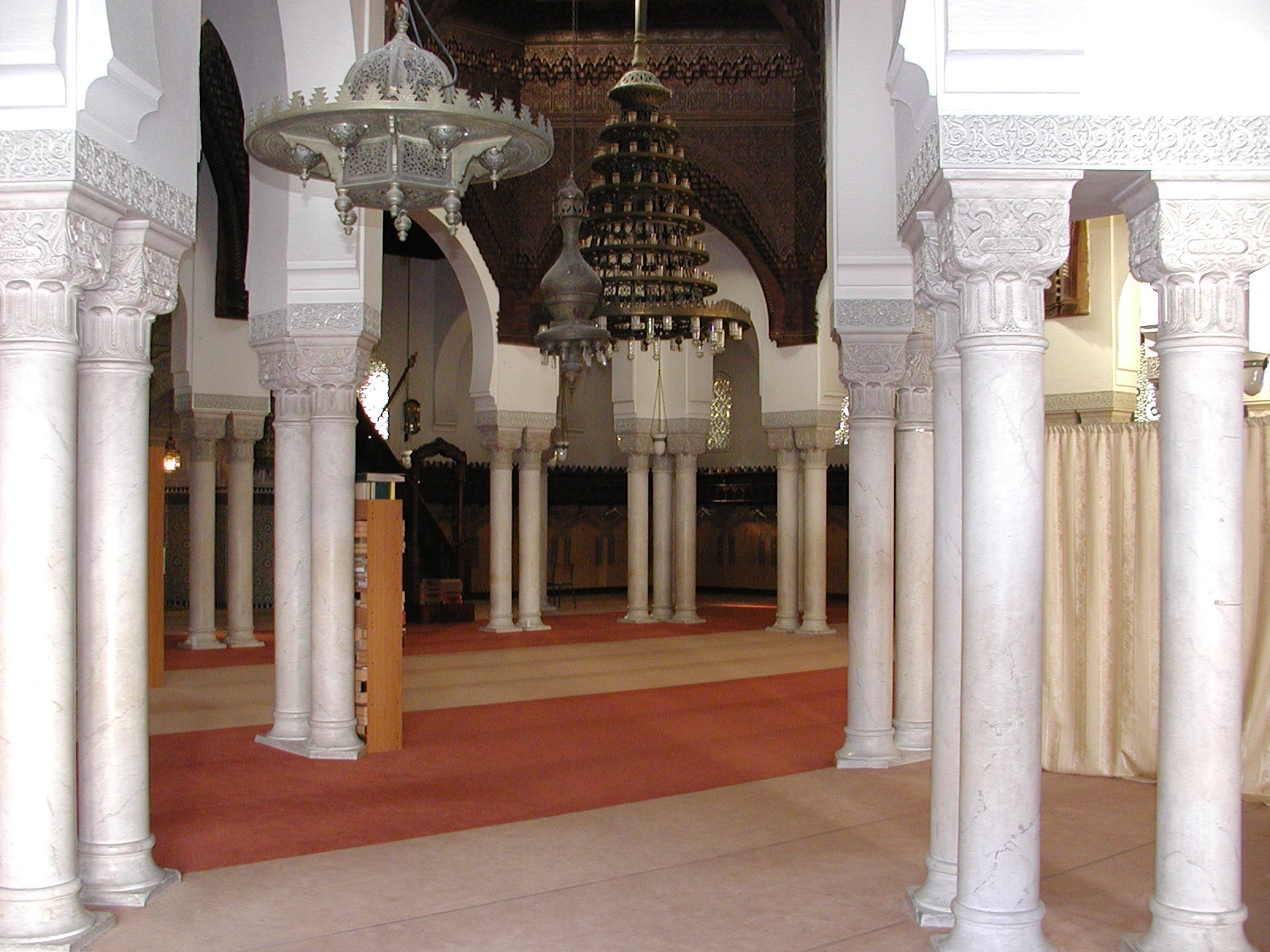